# Капніст Марія Ростиславівна
Марі́я Ростисла́вівна Капні́ст (справжнє ім'я: Маріетта Ростиславівна Капніст; нар. 22 березня 1914 — пом. 25 жовтня 1993) — українська акторка театру і кіно, заслужена артистка УРСР, шляхтянка, донька графа; праонука українського поета, драматурга і громадсько-політичного діяча Василя Капніста. Жертва сталінського терору і в'язень ГУЛАГу.

## Життєпис

### Дитинство
Маріетта Ростиславівна Капніст народилася 22 березня 1914 року в Санкт-Петербурзі у родині графа Ростислава Капніста (нар. 1875 — пом. 1921), нащадка українського шляхетського роду, засновники якого були вихідцями з грецького острова Занте (нині — Закінф), що належав Венеційській республіці. Граф мав великі землеволодіння у Хорольському повіті Полтавської губернії. Надавав фінансову допомогу революціонерам, допомагав більшовикам ввозити з-за кордону примірники газети «Искра».
Двоюрідний прадід Марії (рідний брат її прадіда Петра Васильовича Капніста) — український поет, драматург і громадсько-політичний діяч Василь Капніст (нар. 1758 — пом. 1823).
Мати Марії — Анастасія Дмитрівна Байдак (нар. 1882 — пом. 1930) — із роду кошового отамана Запорозької Січі Івана Сірка, гетьмана Павла Полуботка та козацько-старшинського роду Дуніних-Борковських. Знала 8 мов.
Марія була п'ятою і найменшою дитиною в сім'ї. Мала старшу сестру Єлизавету, а також трьох братів — Василя, Григорія та Андрія. До семи років жила в Санкт-Петербурзі. В гості до Капністів приходили найвідоміші городяни, серед яких був і Федір Шаляпін, закоханий у Анастасію Дмитрівну. Звернув увагу Шаляпін і на юну Мірочку (так Маріетту звали рідні та друзі). Давав їй уроки вокалу і хвалив її першу сценічну роботу в домашньому спектаклі.
Після Жовтневого перевороту родина переїхала на дачу-особняк в Судак, де жила бабуся. З 1920 року, коли більшовики захопили Крим, граф Капніст мав, як і всі дворяни, ходити в місцеву управу відзначатися.
13 січня 1921 року більшовики розстріляли графа — за звинуваченнями у допомозі Добровольчій армії та активну участь у повстанні кримських татар 1918 року (реабілітований 29 червня 1995 року прокуратурою Автономної республіки Крим). Перед розстрілом граф три тижні провів у підвалі судакської ЧК разом з російською письменницею Аделаїдою Герцик. «Графу К.» присвячений перший з п'яти «Підвальних нарисів» Герцик, що має назву «Todesreif» (з німецької — «Готовий до смерті») — у ньому вона описує останні дні життя Ростислава Капніста і його побачення з дітьми.
Марія Капніст про смерть батька розповіла журналістам таке:

| «Коли з'явилася «надзвичайка» — було вивішено оголошення: всім дворянам, титулованим особам прийти в ГПУ, інакше розстріл. Коли хтось запитав батька: «Ти підеш?» — він відповів: «Я не боягуз». «Я благаю, тато, не ходи!». Він пішов. А у нас був такий круглий стіл. І ось я пам'ятаю стакан — раптом сам розбився на дрібні шматочки, ніби хтось його вдарив. Пізно ввечері тато повернувся, але наступного дня його забрали. Потім його розстріляли ... А тітку вбили на моїх очах. Мені було близько шести років, але я пам'ятаю обличчя тих людей. Один з них сказав іншому, вказуючи на мене: «Дивись, якими очима вона на нас дивиться. Пристрель її». Я закричала: «Ви не можете! У вас немає наказу!» Я тоді вже все знала. Три тисячі людей розстріляли за одну ніч. На горі Алчак. Ніхто не знає, що творилося в Криму. Ми голодували жахливо. Мололи виноградні кісточки ... врятувалися дельфінячим жиром — один рибалка впіймав дельфіна ...». Оригінальний текст (рос.) «Когда появилась «чрезвычайка» — было вывешено объявление: всем дворянам, титулованным особам прийти в ГПУ, иначе расстрел. Когда кто-то спросил отца: «Ты пойдешь?» — он ответил: «Я не трус». «Я умоляю, папа, не ходи!». Он ушел. А у нас был такой круглый стол. И вот я помню стакан — вдруг сам разбился на мелкие кусочки, как будто кто-то его ударил. Поздно вечером папа вернулся, но на следующий день его забрали. Потом его расстреляли... А тетю убили на моих глазах. Мне было около шести лет, но я помню лица тех людей. Один из них сказал другому, указывая на меня: «Смотри, какими глазами она на нас смотрит. Пристрели ее». Я закричала: «Вы не можете! У вас нет приказа!» Я тогда уже все знала. Три тысячи человек расстреляли за одну ночь. На горе Алчак. Никто не знает, что творилось в Крыму. Мы голодали ужасно. Мололи виноградные косточки... спаслись дельфиньим жиром — один рыбак поймал дельфина...»». |
| |

У 1921 році більшовики зруйнували дачу-особняк Капністів в Судаку. Марії, її мамі та братам вдалося уникнути арешту. Кілька років овдовіла Анастасія Байдак викладала в Криму, щоб заробити на життя.

### Навчання

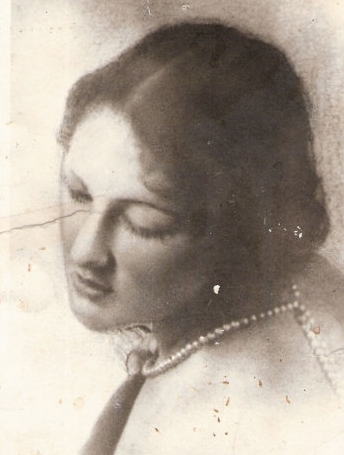
кінець 1920-х-1930-ті

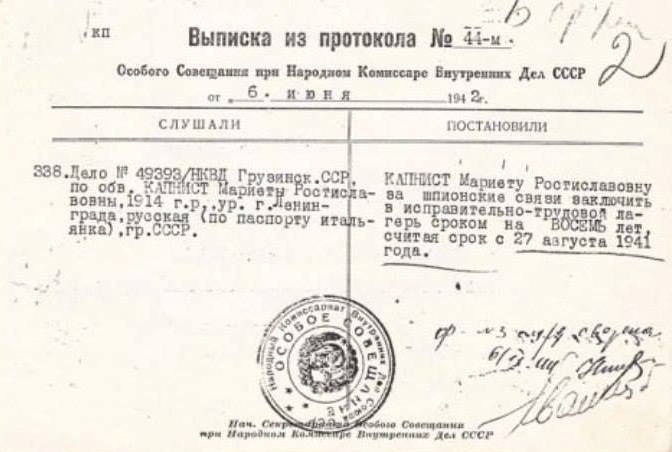
Перший вирок — 8 років таборів
1942

У 1927 році захворіла тітка у Києві — Марія переїхала до неї. Закінчила у Києві трудову школу, але мріяла про театр. Вирішила повернутися до Ленінграду, де вступила до театральної студії Юрія Юр'єва при Ленінградському драматичному театрі імені Олександра Пушкіна. Але студію закрили — тому знову повернулася до Києва, вступила в шлюб (в інтерв'ю, де про це сказала — не поточнила, з ким саме) і вступила на фінансовий факультет Інституту народного господарства. Та вчитися на фінансиста Марії було не цікаво — і вона знову повернулася до Ленінграду, де вступила до театрального інституту. У місті зустріла колишнього шанувальника своєї старшої сестри Єлизавети — інженера-електрика Георгія Холодовського, знайомого ще по Судаку. Між ними зав'язалися романтичні стосунки.
У 1934 році, коли вбили Сергія Кірова, який дружив з родиною Капністів, знову почалася чистка неблагонадійних. Тоді ж Марія відмовила у залицяннях Лаврентію Берії, який звернув на неї увагу під час змагань на стадіоні: Марія мала вражаюче волосся — коси, товщиною в руку, і ефектну пишну фігуру (важила тоді більше 90 кілограмів). Зрештою, через дворянське походження, — її виключили з театрального інституту із забороною мешкати у Ленінграді. Була змушена повернутися до Києва. Працювала бухгалтером у Києві, пізніше — у Батумі (Грузія).

### Табори
У 1937 році — перший арешт. Але згодом Марію відпустили. 27 серпня 1941 року заарештована знову — за «антирадянську пропаганду». Її засудили (за статтею 58-10 частина 1 — «пропаганда і агітація, що містять заклик до повалення радянської влади») до 8-ми років виправно-трудових таборів.
У 1950 році, у тюремній лікарні Степлагу, в Казахстані, де жила на поселенні й працювала у вугільних копальнях, народила доньку Радиславу (скорочено — Рада). Батьком дівчинки був вільнонайманий польський інженер, шляхтич, Ян Волконський, який любив Марію.
Про своє народження і батька Радислава розповідала журналістам таке:

| «Якось горів степ, де працювали засуджені. Він дізнався, що там знаходиться і мама, примчав туди на коні і її, єдину з усіх, врятував. Сам дуже обгорів. І коли вони вийшли з лікарні, мама його запитала: «Чим я тобі зобов'язана?» Він сказав: «Народженням дочки». І вона пішла на цей крок, думаючи, що нічого не вийде ...». Оригінальний текст (рос.) «Как-то горела степь, где работали осужденные. Он узнал, что там находится и мама, примчался туда на коне и ее, единственную из всех, спас. Сам очень обгорел. И когда они вышли из больницы, мама его спросила: «Чем я тебе обязана?» Он сказал: «Рождением дочери». И она пошла на этот шаг, думая, что ничего не получится…». |
| |

Ян Волконський пропонував Марії шлюб, але вона відмовилася. За даними доньки — через те, що не могла забути Георгія Холодовського, який всі табірні роки підтримував її посилками — надсилав переважно сухарі, сухофрукти та цибулю, що рятували від голоду і цинги. Коли Раді виповнилося три роки, Яна Волконського розстріляли.
Ось як Марія Капніст згадувала той період:

| «Мене збиралися відправити на інший об'єкт, в інший табір. І ось я падаю з вікна другого поверху, калічу ногу, тільки б не розлучатися з донькою. Тут нова біда: сподобалося моє дитя прокурорші. Почала вмовляти: віддай, вона у мене людиною стане. А ти що їй даси? Хочеш, заплачу тобі добре? Я рішуче відмовлялася, а страх серце заморожував... Потім Раду взяли вільнонаймані, чоловік і дружина, приїжджали в табір, а жили біля пристані. Від нас на пристань брали чоловіків вантажити мішки. Я, щоб дочку побачити, одягала чоловічу робу і грузила мішки. А Раду посаджу на лавку біля вікна, щоб бачити. Ношу і на дочку дивлюся. І сила невідомо звідки бралася...». Оригінальний текст (рос.) «Меня собирались отправить на другой объект, в другой лагерь. И вот я падаю из окна второго этажа, калечу ногу, только бы не разлучаться с дочкой. Тут новая беда: приглянулось мое дитя прокурорше. Начала обхаживать: отдай, она у меня человеком станет. А ты что ей дашь? Хочешь, заплачу тебе хорошо? Я решительно отказывалась, а страх сердце леденил... Потом Раду взяли вольнонаемные, муж и жена, приезжали в лагерь, а жили возле пристани. От нас на пристань брали мужчин грузить мешки. Я, чтобы дочку повидать, одевала мужскую робу и грузила мешки. А Раду посажу на лавку у окна, чтобы видеть. Ношу и на дочку гляжу. И сила неизвестно откуда бралась...». |
| |

27 серпня 1949 року звільнена зі Степлагу і направлена на поселення в село Казачинське Казачинского району Красноярського краю.
Вдруге засуджена у грудні 1951 року. Десять років таборів отримала за те, що заступилася за доньку: побачила, як її ображає вихователька в дитячому садку, і накинулася на жінку з кулаками. Вихователька, яка виявилася коханкою кадебіста, потім довго лежала в лікарні.
Доньку відібрали і відправили до дитбудинку. Якого саме — матері не повідомили. Дівчинку розшукала табірна подруга Марії Капніст — Валентина Базавлук, яка вже відбула свій термін і саме мала вийти на волю. Вона знайшла Раду в Єсаулівському дитбудинку під Красноярськом і домоглася її переведення в дитбудинок у Харкові, де сама жила. Валентина Базавлук відвідувала Раду щодня, а на вихідні — забирала до себе.
Також подруга Марії поїхала до Москви, де змогла потрапити на прийом до Анастаса Мікояна. Серед іншого, поскаржилася йому на незаконне ув'язнення Капніст. Мікоян почав з'ясовувати, чому Марія стільки років знаходиться в таборах. Завдяки його втручанню її звільнили раніше — 10 лютого 1956 року, з Ангарлагу Іркутської області (у таборі вона мала бути до 1963 року).
Після звільнення Марія поїхала до Москви. На вокзалі її зустрічав Георгій Холодовський. Дуже постарілу жінку — спочатку не впізнав. Ця зустріч шокувала Марію. Ось як вона описувала її журналістам:

| «На волю пощастило їхати пасажирським поїздом. Зайшла в туалетну кімнату привести себе до ладу. Вмиваюся, а з дзеркала дивиться на мене незнайома бабуся з короткою стрижкою, зі зморщеним, опалим обличчям. Злякалася і вискочила в коридор, там офіцер біля вікна, запитує: «Що з вами?» Я показую на туалет — там якась стара. Він відкриває двері — нікого. І тут я зрозуміла: бабуся — це я. Від такого страшного відкриття підкосилися ноги ... І ось московський вокзал. Іду і думаю, як зустріне мене мій друг, що скажемо один одному через стільки років. Він не впізнав мене ... Я підійшла ближче і ледь чутно сказала: «Юл, Юл». Як колись в дитинстві, коли грали в піжмурки. Страшні конвульсії пробігли його помертвілим обличчям. Кинувся до мене, я його відштовхнула і побігла — мені було все одно: під потяг або ще куди. Друг наздогнав мене». Оригінальний текст (рос.) «На волю посчастливилось ехать пассажирским поездом. Зашла в туалетную комнату привести себя в порядок. Умываюсь, а из зеркала смотрит на меня незнакомая бабуся с короткой стрижкой, со сморщенным, опавшим лицом. Испугалась и выскочила в коридор, там офицер у окна, спрашивает: «Что с вами?» Я показываю на туалет — там какая-то старуха. Он открывает двери — никого. И тут я поняла: бабуся — это я. От такого страшного открытия подкосились ноги... И вот московский вокзал. Иду и думаю, как встретит меня мой друг, что скажем друг другу через столько лет. Он не узнал меня... Я подошла ближе и чуть слышно сказала: «Юл, Юл». Как когда-то в детстве, когда играли в жмурки. Страшные конвульсии пробежали по его помертвевшему лицу. Кинулся ко мне, я его оттолкнула и побежала — мне было все равно: под поезд или еще куда. Друг догнал меня». |
| |

З Холодовським потім дружили все життя, їздили один до одного в гості. Він кілька разів пропонував одружитися, але Марія не давала згоди.

### Реабілітація

Марія Капніст у ролі ігумені у фільмі «Таврія»
1959

У тому ж 1956 році поїхала до Києва. Оселилася у своєї подруги з 1930-х років Анни Пильняк на Деміївці (тоді — Сталінці) в приватному будинку. Працювала масажисткою, почала зніматися у кіно (перша роль-епізод — у фільмі 1956 року «Одна ніч» режисерів Максима Руфа та Олександра Музіля). За порадою знайомих — потрапила на прийом до письменника і академіка Миколи Бажана, якому розказала про свої поневіряння. За його сприяння Спілка радянських письменників України оформила Марію Капніст опікуном дружини одного з письменників, яка жила на Гоголівській вулиці в одноповерховому будинку «з примітивними зручностями».
У 1958 році — реабілітована. Постановою Верховного суду РРФСР вирок і всі наступні рішення у справі Капніст були скасовані і справу щодо неї припинено за відсутністю складу злочину.
З 1960 року — штатна актриса Театру кіноактора Кіностудії імені Олександра Довженка. Їй діставалися переважно невеликі ролі та епізоди.
Забрати доньку з харківського дитбудинку не змогла, оскільки їй видали довідку про те, що вона не може виховувати дитину — через порушення нервової системи. Також не мала постійної зарплатні і впорядкованого режиму життя — постійно їздила у відрядження на зйомки. Врешті — Раду удочерила Валентина Базавлук.
Про свої перші зустрічі з мамою Рада згадувала так:

| «Зі мною поруч багато років була Валентина Іванівна, я любила її. І коли мені сказали: «Приїхала твоя мама», я злякалася. А раптом вона мене забере? Та й в дитбудинку всі торочили: «Не та мати, яка народила, а та, яка виховала». У мене, дитини, просто зафіксувалося, що мама мене кинула, і я її карала своєю дитячою неусвідомленою жорстокістю. Кожен раз, коли мама приїжджала в дитбудинок, я ховалася від неї, і всі мене шукали. Перший раз мене силою притягли до матері. Вона до мене кинулася і почала обіймати, цілувати: «Радочка, миленька, дорога». Це було ридання всього тіла. А мене це дико дратувало, і я думала: «Коли ж ці тортури закінчаться!»». Оригінальний текст (рос.) «Со мной рядом много лет была Валентина Ивановна, я любила ее. И когда мне сказали: «Приехала твоя мама», я испугалась. А вдруг она меня заберет? Да и в детдоме все твердили: «Не та мать, которая родила, а та, которая воспитала». У меня, ребенка, просто зафиксировалось, что мама меня бросила, и я ее наказывала своей детской неосознанной жестокостью. Каждый раз, когда мама приезжала в детдом, я пряталась от нее, и все меня искали. Первый раз меня силой притащили к матери. Она ко мне бросилась и стала обнимать, целовать: «Радочка, миленькая, дорогая». Это было рыдание всего тела. А меня это дико раздражало, и я думала: «Когда же эта пытка закончится!»». |
| |

Відносини матері і доньки налагодилися тільки коли Радислава стала підлітком.
Із 1980 року Капніст — член Спілки кінематографістів України. Із 1988 — Заслужена артистка УРСР.
Ось як відгукувалася про неї художниця Тетяна Голембієвська:

| «У побуті Марія Капніст була зовсім беззахисна: витала в емпіреях, жила новими образами в кіно. Постійно у Марії витягали гаманці, вона втрачала ключі, документи... Вічно в її квартирі на вулиці Кавказькій, отриманої від кіностудії, жили якісь дівчатка, яким нікуди було подітися, якісь хлопчики, яким треба було десь перебути, якісь абітурієнти, студенти, жінки з понівеченими долями, яким потрібно було допомогти... Марія Ростиславівна була дуже енергійною і імпульсивною. Могла о третій годині ночі привезти нам додому проліски — хотіла, щоб ми перші вдихнули аромат весни. Або раптово приїхати до мене в майстерню: «Тетяночко, я вас так давно не бачила!». Оригінальний текст (рос.) «В быту Мария Капнист была совершенно беззащитна: витала в эмпиреях, жила новыми образами в кино. Постоянно у Марии вытаскивали кошельки, она теряла ключи, документы… Вечно в ее квартире на улице Кавказской, полученной от киностудии, жили какие-то девочки, которым некуда было деться, какие-то мальчики, которым надо было где-то перебыть, какие-то абитуриенты, студенты, женщины с исковерканными судьбами, которым надо было помочь… Мария Ростиславовна была очень энергичной и импульсивной. Могла в три часа ночи привезти нам домой подснежники — хотела, чтобы мы первые вдохнули аромат весны. Или внезапно приехать ко мне в мастерскую: «Танечка, я вас так давно не видела!». |
| |

За словами Радислави, Марія Капніст була віруючою людиною і ніколи не розлучалася з фамільною іконкою Козельщанської Божої Матері, завжди давала милостиню. Також, навіть у 70 років, мала дівочу фігуру, легко робила «берізку», гарно плавала і займалася йогою.

### Смерть
Після таборів — ніколи не користувалася метро та підземними переходами — вони нагадували їй шахти Казахстану
На початку жовтня 1993 року потрапила в ДТП — у Києві, неподалік Кіностудії імені Олександра Довженка, намагалася перейти Берестейський проспект, але потрапила під колеса автомобіля. Лікарі нічого вдіяти вже не змогли — 25 жовтня 1993 року Марія Капніст померла в Олександрівській лікарні.
Останні хвилини життя мами Радислава Капніст згадувала так:

| «В останні хвилини життя їй було особливо важко. Її везли в реанімацію. І вона змусила раптом мене нахилитися. «Мамочка, — питаю, — що таке?» «Неси по життю рід Капністів. Якщо не ти, то хто? — сказала вона пошепки. — Дай мені слово». Так вона взяла з мене обіцянку займатися Капністами». Оригінальний текст (рос.) «В последние минуты жизни ей было особенно трудно. Её везли в реанимацию. И она заставила вдруг меня наклониться. «Мамочка, — спрашиваю, — что такое?» «Неси по жизни род Капнистов. Если не ты, то кто? — сказала она шепотом. — Дай мне слово». Так она взяла с меня обещание заниматься Капнистами». |
| |

Похована Марія Капніст у родовому селі Велика Обухівка, на Полтавщині, на родинному цвинтарі Капністів, поруч із прадідом, Василем Капністом.

## Родина
Мала старшу сестру Єлизавету (нар. 1904 — пом. 1921) та трьох братів — Василя (нар. 1907 — пом. 1926), Григорія (нар. 1908 —пом. 1976) та Андрія (нар. 1910 — пом. 1989).
Єлизавета померла у 1921 році, через два дні після розстрілу батька, від «нервового раптового паралічу». Василь, за даними «Літературної газети», — потонув, а Андрій змінив графське прізвище на Копніст. Григорій з 1922 року працював чорноробом по радгоспам і в лісництвах, з 1925 року, після закінчення школи, — рахівником в екскурсійному бюро, з осені — в дорожньому відділі комунального господарства в Москві. Потім — техніком-топографом в бюро «Волгостроя». 26 квітня 1930 року — арештований в Москві, засуджений до 3 років заслання і відправлений в Східносибірський край. Пізніше — звільнений, працював топографом. Помер у Ярославлі у 1976 році.
У 1950 році Марія народила доньку Радиславу (пом. 15 серпня 2023). Ім'я дівчинці дала на честь героїні оповідання Максима Горького «Макар Чудра». Радислава закінчила Харківський політехнічний інститут, працювала на Харківському авіаційному заводі інженером-технологом. Двічі брала шлюб, але прізвище не змінювала. Має двох синів — Ростислава та Георгія Капніста. Та п'ятьох онуків (станом на 2021 рік). Двоє з них — Ярослав Ростиславовича та Ростислав Ростиславовича (останній народився 22 березня 1996 року, в день народження Марії Капніст).
Ось що у 2005 році Радислава Капніст розповіла про своїх дітей на онуків журналістам:

| «Моєму старшому синові Ростиславу 33 роки, у нього двоє дітей. Онуку Ярославу вже 12 років, а молодший, Ростислав, народився 22 березня 1996 року, в день народження Марії Ростиславівни. Він — Ростистав Ростиславович-молодший, як його прадід. Молодший син — Георгій Капніст — творча натура. Йому 20 років, вчиться на 3-му курсі Банківської академії. У нього чудовий стиль письма, може годинами писати наукові роботи. Георгій серйозно вивчає родовід Капністів». Оригінальний текст (рос.) «Моему старшему сыну Ростиславу 33 года, у него двое детей. Внуку Ярославу уже 12 лет, а младший, Ростислав, родился 22 марта 1996 года, в день рождения Марии Ростиславовны. Он — Ростистав Ростиславович-младший, как его прадед. Младший сын — Георгий Капнист — творческая натура. Ему 20 лет, учится на 3-м курсе Банковской академии. У него великолепный слог, может часами писать научные работы. Георгий серьезно изучает родословную Капнистов». |
| |

У 2021 році Радислава видала книгу спогадів про маму (у харківському видавництві «Права людини»).

## Вшанування пам'яті

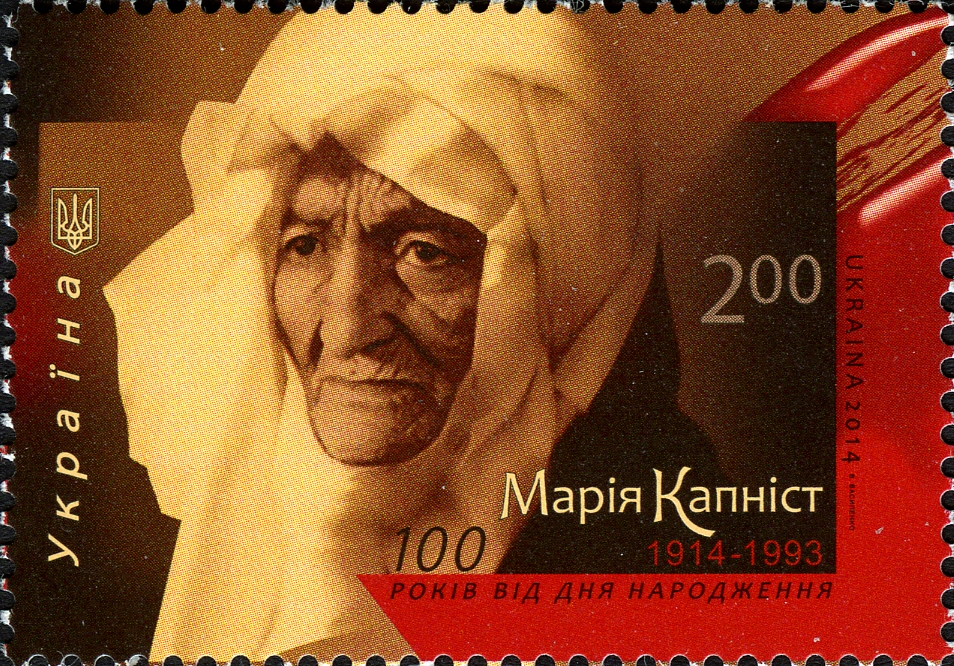
Поштова марка України, випущена до сторіччя від дня народження Марії Капніст
2014

- Марії Капніст присвячено документальний фільм «Марія Капніст. Три свята» українського режисера Віктора Василенка (1988)[28].
- Марії Капніст присвячено документальний цикл телепрограм «Знімалося кіно...» українського режисера Віктора Василенка (2005)
- Марії Капніст присвячено документальний фільм «Під вогнем неспаленні» українського режисера Віктора Василенка (2008)
- Марії Капніст присвячено документальний фільм «Горда сльоза» українського режисера Сергія Дарійчука (2009)[29][30].
- 16 травня 2014 року Укрпошта ввела в обіг поштову марку № 1370 «Марія Капніст. 1914–1993. 100 років від дня народження»[31].
- 13 вересня 2014 року на будинку № 27/5 по вулиці Василя Липківського до століття від дня народження Марії Капніст, урочисто відкрили меморіальну дошку, присвячену акторці[32].
- 15 листопада 2018 року депутати Київської міської ради перейменували київську вулицю Желябова (названу на честь російського революціонера-народника Андрія Желябова) на вулицю Марії Капніст[33].

## Фільмографія
Марія Капніст зіграла у понад 120 художніх фільмах — грала графинь, літніх дам, монахинь, відьом, циганок, чарівниць.
| Фільм                                                       | роль                                               | рік  | режисер                                    | кіностудія                                                 |
| ----------------------------------------------------------- | -------------------------------------------------- | ---- | ------------------------------------------ | ---------------------------------------------------------- |
| Одна ніч                                                    | епізод                                             | 1956 | Олександр Музіль, Максим Руф               | Ленфільм                                                   |
| Дорогою ціною                                               | циганка                                            | 1957 | Марко Донський                             | ім. О. Довженка                                            |
| Під золотим орлом                                           | піаністка                                          | 1957 | Марія Афанасьєва                           | ім. О. Довженка                                            |
| Проста річ                                                  | гостя                                              | 1958 | Тамаз Меліава                              | ім. О. Довженка                                            |
| Таврія                                                      | ігуменя                                            | 1959 | Юрій Лисенко                               | ім. О. Довженка                                            |
| Іванна                                                      | монахиня                                           | 1959 | Віктор Івченко                             | ім. О. Довженка                                            |
| Далеко від Батьківщини                                      | мадам Дюваль                                       | 1960 | Олексій Швачко                             | ім. О. Довженка                                            |
| Кров людська — не водиця                                    | солдатка                                           | 1960 | Микола Макаренко                           | ім. О. Довженка                                            |
| Летючий корабель                                            | чаклунка                                           | 1960 | Михайло Юферов, Артур Войтецький           | ім. О. Довженка                                            |
| Роман і Франческа                                           | епізод                                             | 1960 | Володимир Денисенко                        | ім. О. Довженка                                            |
| Дмитро Горицвіт                                             | матір куркуля                                      | 1961 | Микола Макаренко                           | ім. О. Довженка                                            |
| За двома зайцями                                            | пані в ілюзіоні                                    | 1961 | Віктор Іванов                              | ім. О. Довженка                                            |
| Ми, двоє чоловіків                                          | пасажирка (стара з гусаком)                        | 1962 | Юрій Лисенко                               | ім. О. Довженка                                            |
| Рибки захотілось                                            | теща                                               | 1963 | Микола Шейко                               | ім. О. Довженка                                            |
| Срібний тренер                                              | служниця                                           | 1963 | Віктор Івченко                             | ім. О. Довженка                                            |
| Ключі від неба                                              | лаборантка                                         | 1964 | Віктор Іванов                              | ім. О. Довженка                                            |
| Лушка                                                       | швея-модистка                                      | 1964 | Леопольд Бескодарний, Ігор Самборський     | ім. О. Довженка                                            |
| Тіні забутих предків                                        | епізод                                             | 1964 | Сергій Параджанов                          | ім. О. Довженка                                            |
| Війна і мир                                                 | пані на балі                                       | 1965 | Сергій Бондарчук                           | Мосфільм                                                   |
| До уваги громадян та організацій                            | стара біля дошки оголошень                         | 1965 | Артур Войтецький                           | ім. О. Довженка                                            |
| Немає невідомих солдат                                      | пильна громадянка                                  | 1965 | Суламіф Цибульник                          | ім. О. Довженка                                            |
| Хочу вірити                                                 | сусідка                                            | 1965 | Микола Мащенко                             | ім. О. Довженка                                            |
| Інститутка                                                  | панянка                                            | 1966 |                                            | Укртелефільм                                               |
| Їх знали тільки в обличчя                                   | піаністка                                          | 1966 | Антон Тимонішин                            | ім. О. Довженка                                            |
| Білі хмари                                                  | лікар                                              | 1968 | Роллан Сергієнко                           | ім. О. Довженка                                            |
| Великі клопоти через маленького хлопчика                    | учителька                                          | 1968 | Олександр Муратов, Веніамін Васильківський | ім. О. Довженка                                            |
| Падав іній                                                  | стара                                              | 1968 | Віктор Івченко                             | ім. О. Довженка                                            |
| Помилка Оноре де Бальзака                                   | кузина Бетті                                       | 1968 | Тимофій Левчук                             | ім. О. Довженка                                            |
| Сини йдуть у бій                                            | Харитониха                                         | 1969 | Віктор Туров                               | Беларусьфільм                                              |
| В'язні Бомона                                               | староста барака                                    | 1970 | Юрій Лисенко                               | ім. О. Довженка                                            |
| Мир хатам, війна палацам                                    | монахиня                                           | 1970 | Ісаак Шмарук                               | ім. О. Довженка                                            |
| Олеся                                                       | Мануйлиха                                          | 1970 | Борис Івченко                              | ім. О. Довженка                                            |
| Салют, Маріє!                                               | епізод                                             | 1970 | Йосип Хейфіц                               | Ленфільм                                                   |
| У тридев'ятому царстві...                                   | пасажирка літака; фрейліна в помаранчевому         | 1970 | Євген Шерстробитов                         | ім. О. Довженка                                            |
| Ваша честь                                                  | епізод                                             | 1971 |                                            | Одеська                                                    |
| Де ви, лицарі?                                              | Парасковія Іллівна, сусідка Ковальчука і Голубчика | 1971 | Леонід Биков                               | ім. О. Довженка                                            |
| Руслан і Людмила                                            | Наїна                                              | 1971 | Олександр Птушко                           | Мосфільм                                                   |
| Віра, Надія, Любов                                          | стара в лікарні                                    | 1972 | Ісаак Шмарук                               | ім. О. Довженка                                            |
| Пропала грамота                                             | відьма                                             | 1972 | Борис Івченко                              | ім. О. Довженка                                            |
| Це солодке слово — свобода!                                 | епізод                                             | 1972 | Вітаутас Жалакявічус                       | Литовська, Мосфільм                                        |
| Кортик                                                      | графиня                                            | 1973 | Микола Калінін                             | Беларусьфільм                                              |
| Горя боятися — щастя не бачити                              | придворна пані царя Дормідонта                     | 1973 | Віктор Туров                               | Беларусьфільм                                              |
| Новосілля. Хроніка подільського села                        | Фекла                                              | 1973 | Василь Ілляшенко                           | ім. О. Довженка                                            |
| Стара фортеця                                               | Раневська                                          | 1973 | Олександр Муратов                          | ім. О. Довженка                                            |
| Біле коло                                                   | сварлива баба                                      | 1974 | Юрій Лисенко                               | ім. О. Довженка                                            |
| Бронзовий птах                                              | графиня Софія Павлівна                             | 1974 | Микола Калінін, Володимир Корш-Саблін      | Беларусьфільм                                              |
| Кохання з першого погляду                                   | чарівниця                                          | 1975 | Резо Есадзе                                | Грузія-фільм                                               |
| Пам'ять землі                                               | баба Орися                                         | 1976 | Борис Савченко                             | ім. О. Довженка                                            |
| Синій птах                                                  |                                                    | 1976 | Джордж К'юкор                              | Ленфільм, 20th Century Fox, Тауер Інтертеймент, Вінкс Філм |
| Табір іде в небо                                            | Ізергіль                                           | 1976 | Еміль Лотяну                               | Мосфільм                                                   |
| Квартет Гварнері                                            | графиня                                            | 1977 | Вадим Костроменко                          | Одеська                                                    |
| Нісенітниця                                                 | акторка                                            | 1977 | Михайло Іллєнко                            | ім. О. Довженка                                            |
| Солдатки                                                    | тітка Марина                                       | 1977 | Валентин Козачков                          | Одеська                                                    |
| Якщо ти підеш...                                            | тітка Марфа                                        | 1977 | Микола Літус, Віталій Шунько               | ім. О. Довженка                                            |
| Дике полювання короля Стаха                                 | економка                                           | 1979 | Валерій Рубінчик                           | Беларусьфільм                                              |
| Циркачонок                                                  | бабуся                                             | 1979 | Володимир Бичков                           | ім. М. Горького                                            |
| Циган                                                       | стара циганка                                      | 1979 | Олександр Бланк                            | Одеська                                                    |
| Скарбничка                                                  | клієнтка Кокареля графиня                          | 1980 | Михайло Григор'єв, Володимир Савельєв      | ім. О. Довженка                                            |
| Капіж                                                       | епізод                                             | 1981 | Андрій Бенкендорф                          | ім. О. Довженка                                            |
| Андрій і злий чарівник                                      | стара                                              | 1981 | Геннадій Харлан                            | Беларусьфільм                                              |
| Повернення Баттерфляй                                       | хатня господиня                                    | 1982 | Олег Фіалко                                | ім. О. Довженка                                            |
| Подолання                                                   | епізод                                             | 1982 | Микола Літус, Іван Симоненко               | ім. О. Довженка                                            |
| Усмішки Нечипорівки                                         | Секлета                                            | 1982 | Олег Бійма                                 | Укртелефільм                                               |
| Вечори на хуторі біля Диканьки                              | стара на весіллі                                   | 1983 | Юрій Ткаченко                              | Укртелефільм                                               |
| Комічний коханець, або Любовні витівки сера Джона Фальстафа | пані у вуалі                                       | 1983 | Валерій Рубінчик                           | ТО Екран                                                   |
| Володьчине життя                                            | учителька німецької мови                           | 1984 | Анатолій Буковський                        | ім. О. Довженка                                            |
| Іванко і цар Поганин                                        | Сова                                               | 1984 | Борис Небієрідзе                           | ім. О. Довженка                                            |
| Шанс                                                        | Міліца Федорівна                                   | 1984 | Олександр Майоров                          | Мосфільм                                                   |
| Спокуса Дон-Жуана                                           | епізод                                             | 1985 | Григорій Колтунов, Василь Левін            | Одеська                                                    |
| Золотий ланцюг                                              | гостя Евереста Ганувера                            | 1986 | Олександр Муратов                          | ім. О. Довженка                                            |
| Повний місяць. Ноктюрн                                      | епізод                                             | 1986 | Анатолій Степаненко                        | ім. О. Довженка                                            |
| Поруч з вами                                                | епізод                                             | 1986 | Микола Малецький                           | ім. О. Довженка                                            |
| Прем'єра у Сосновці                                         | костюмер обласного театру                          | 1986 | Аркадій Микульський                        | ім. О. Довженка                                            |
| Двоє на острові сліз                                        | жінка на цвинтарі                                  | 1986 | Віктор Дашук                               | Беларусьфільм                                              |
| Нові пригоди янкі при дворі короля Артура                   | фатум; лицар; ігуменья                             | 1987 | Віктор Гресь                               | ім. О. Довженка                                            |
| Прощавай, шпана замоскворецька…                             | баба Роза                                          | 1987 | Олександр Панкратов                        | ім. М. Горького                                            |
| Пуща                                                        | економка                                           | 1987 | Валентин Врагов                            | Беларусьфільм                                              |
| Борис Годунов (фільм-опера)                                 | епізод                                             | 1987 | Борис Небієрідзе                           | Укртелефільм                                               |
| Галявина казок                                              | стюардеса; реєстратор шлюбу; бабуся з дитиною      | 1988 | Леонід Горовець, Микола Засєєв-Руденко     | ім. О. Довженка, Держтелерадіо СРСР                        |
| Історія однієї більярдної команди                           | ворожка Аманда                                     | 1988 | Себастьян Аларкон                          | Мосфільм                                                   |
| Чоловік для молодої жінки                                   | Надірова                                           | 1988 | Джахангір Мехдієв                          | Азербайджан-фільм                                          |
| Етюди про Врубеля                                           | епізод                                             | 1989 | Леонід Осика                               | ім. О. Довженка                                            |
| Сіроманець                                                  | епізод                                             | 1989 | Петро Марусик                              | ім. О. Довженка                                            |
| Відьма                                                      | відьма                                             | 1990 | Галина Шигаєва                             | ім. О. Довженка                                            |
| Два патрони на мамонта                                      | Явдоха                                             | 1990 | Олексій Плугар                             | Ялтафільм                                                  |
| Мистецтво жити в Одесі                                      | Маня                                               | 1990 | Георгій Юнгвальд-Хількевич                 | Одеська                                                    |
| Анна Карамазофф                                             | бабуся Соня                                        | 1991 | Рустам Хамдамов                            | Мосфільм, Victoria film                                    |
| Білі одежі                                                  | стара — хатня робітниця Туманової                  | 1991 | Леонід Білозорович                         | Беларусьфільм                                              |
| Екстрасенс                                                  | епізод                                             | 1991 | Геннадій Глаголєв                          | Одеська, ФБ-33                                             |
| Лох — переможець води                                       | член мафії                                         | 1991 | Аркадій Тигай                              | Ленфільм                                                   |
| Людожер                                                     | Катерина Федорівна Жгутова стара політкаторжанка   | 1991 | Геннадій Земель                            | Катарсис                                                   |
| Мічені                                                      | бабуся у взуттєвій майстерні                       | 1991 | В'ячеслав Сорокін                          | Ленфільм                                                   |
| Серця трьох                                                 | стара сеньйора Солано                              | 1992 | Володимир Попков                           | ім. О. Довженка, Ялтафільм                                 |
| Темні води                                                  | мати — ігуменя                                     | 1993 | Маріано Баіно                              | Віктор Зуєв продакшн ЛТД                                   |
| Шанс                                                        | стара                                              | 1993 |                                            |                                                            |
| Притча про світлицю                                         | епізод                                             | 1994 | Василь Ілляшенко                           | ім. О. Довженка                                            |